# シトロエン・エグザンティア
エグザンティア（Xantia ）は、フランスの自動車会社シトロエンがかつて製造、販売していた中型の乗用車である。

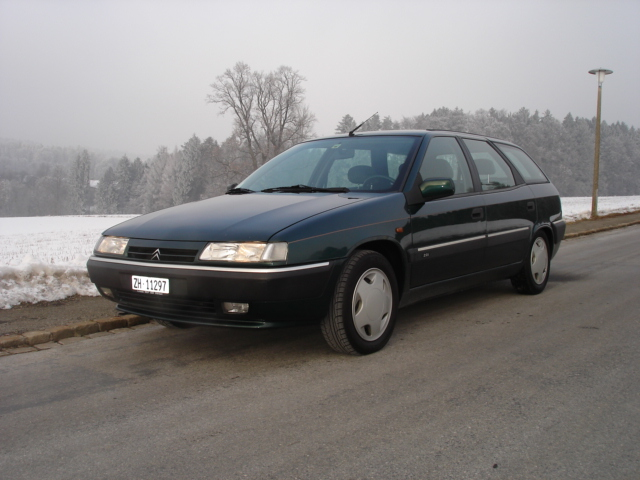
ブレーク前期型

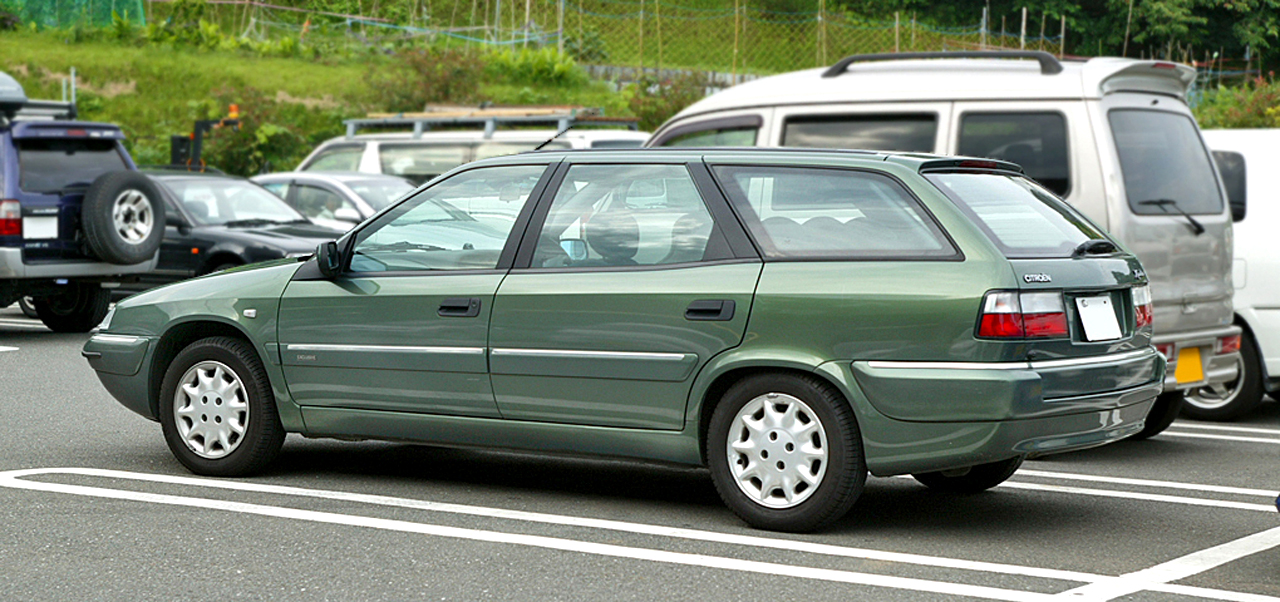
ブレーク後期型

## 概要
1993年、シトロエンの車として2CVに次ぐ販売実績をあげたBXの後継車として発売された。当初の欧州でのラインナップは5ドアハッチバックのみで、直列4気筒8バルブガソリンエンジンの1.6L・1.8L・2.0L、ディーゼルエンジンの1.9Lにはターボ付きと自然吸気の両方があった。
日本国内には、2.0LエンジンのSXとV-SXの二つのクラスが導入され、SXにはBX同様のハイドロニューマチックシステム、V-SXにはXMで導入されていたハイドラクティブを進化させたハイドラクティブIIを採用していた。
1994年後半に最初のマイナーチェンジが行われる。外観上ではボンネット上にあったダブルシェブロンマークがフロントグリルに移されただけだが、エアバッグ、ABSの全モデル標準装着、タイヤ・ホイールサイズの変更（14インチ＞15インチ）、油圧ハイプレッシャーポンプの仕様変更（ハイドロニューマチックの油圧系統をメインアキュムレータ系とパワーステアリング系の二つに分離独立させフローディストリビュータを廃止）、アンチシンク機能（追加スフィア等による、油圧保持＝車高保持システム）の追加等、大幅な機構追加、変更が行われている他、日本市場には未導入であったが、追加スフィアとハイドロシリンダーをコンピュータ制御によってロールを完全になくすアクティブサスペンションの一種である「アクティバ・システム」を搭載したXantia Activaも追加された。このXantia Activaはポルシェ・911といったスポーツカーに匹敵するロードホールディング性能を備えていた。
1995年、ガソリンエンジンの1.8Lおよび2.0L車が8バルブから16バルブに変更された。ただし2.0LのAT車のみが8バルブのエンジンで継続された。同年秋にはステーションワゴン型の「ブレーク」が追加された。
1996年、ディーゼルエンジン車がターボつきに統一。翌1997年には2.1L12バルブターボディーゼルモデルが追加。
1998年には大幅なマイナーチェンジが行われ、ガソリン車は全て16バルブになったほか、フロントマスクデザインの変更、ATのメーカー変更、全長の延長、コンソールパネルのデザイン変更、ハンドルの構造変更（ホーンスイッチがウインカーレバーからハンドルに移動）、3.0LのV型6気筒エンジンモデルの追加などが行われた。
この時期、フランスではLPG自動車ブームが起こり、年率500パーセントの伸びを示していたこともあり、他のシトロエン車と同様にエグザンティアにもLPガス・ガソリン切り替え式LPG自動車が用意されていた。
2001年に生産を終了した。後継はC5。

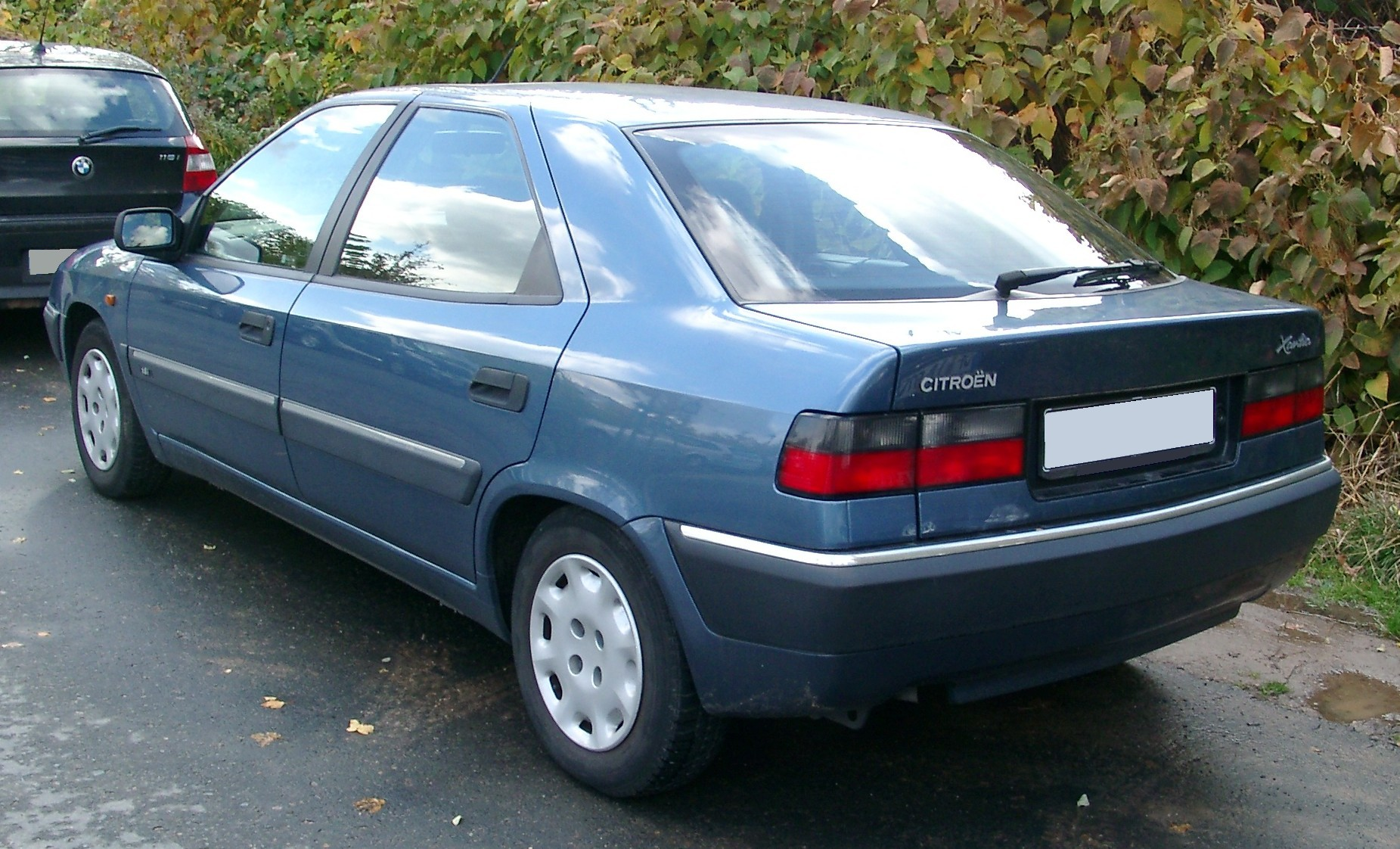
エグザンティア（リア）
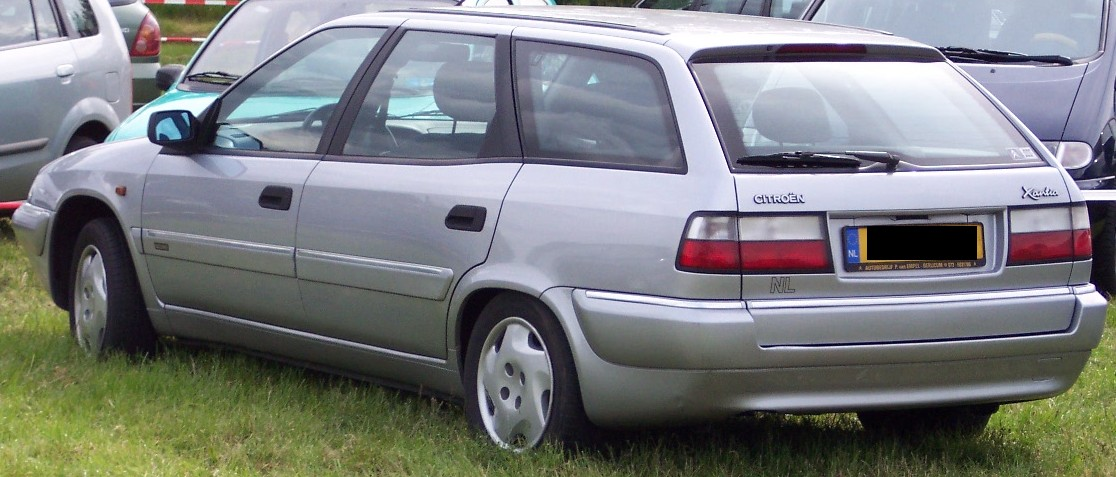
エグザンティアブレーク（リア）

## 機構・スタイル
1955年に登場したDSから続く独自のハイドロニューマチックシステムおよびハイドラクティブを搭載していた。このエグザンティアまでが作動油に鉱物性のLHM(緑色)を使用しており、この後のモデルは化学合成のLDS（オレンジ色）に変わっている。駆動方式は、シトロエン伝統のFF方式で、サスペンション形式は前輪がストラット後輪がトレーリングアーム。
セダンのボディサイズは全長4,440mm×全幅1,755mm×全高1,380mm、ホイールベース2,750mm。

### デザイン
BXやXMと同様、イタリアのカロッツェリアであるベルトーネのデザインである。BXが1970年代シトロエンの特徴であった、Cピラーを折り目なくリアノッチに繋げたファストバックスタイルをそのまま継承して荷室部をハッチバック化していたのに対し、エグザンティアはノッチバックの輪郭によりデザインされた。そのシルエットに、利便性を図る伝統的なハッチバック機構を継承しているのがエグザンティアの特徴である。
これは、シトロエン独自のデザインとしてGS以来連綿と続いていたシルエットからの決別となり、後輪のハーフ・スカートも廃止されたほか、内装ではスピードメーター、ステアリングの形状なども一般的なものとなった。

## 日本での販売
日本においてはセゾングループ系の新西武自動車販売及びマツダユーノス（ただし途中で撤退）が正規輸入業者として販売を行い、セダン・ブレークともにガソリンエンジンの2.0Lが導入された。当初は「サンティア」という名称で販売予定であったが、マツダ・センティアと混同されるとの理由から日本名は「エグザンティア」とされた。後に3.0L・V6モデルも追加された。

## 車名の由来
CX以降のシトロエンの乗用車が全てXで終わる名称であったことから、逆にXを先頭に付してXantiaと命名された。ホメーロスの大英雄叙事詩『イーリアス』の主人公であるアキレウスの戦車を引く二頭立ての神馬、クサントスとバリオスのクサントスに由来している。なお、発音は各国で異なっており､フランスでは「クサンティア」、イギリスでは「ザンティア」などと呼ばれている。